# Гарнизонная армия во Внутренней Монголии (Япония)
Гарнизонная армия во Внутренней Монголии (яп. 駐蒙軍 Тю:мо:-гун) — группировка японских войск, размещавшаяся в 1930-1940-х годах во Внутренней Монголии.

## История
Гарнизонная армия во Внутренней Монголии была создана 27 декабря 1937 года как группировка войск для несения гарнизонной службы в контролировавшейся Японией Внутренней Монголии и прилегавших районах Северного Китая. С 4 июля 1938 года Гарнизонная армия во Внутренней Монголии стала в административном порядке подчиняться Северо-Китайскому фронту. В 1939 году в её состав вошла Кавалерийская группа, состоявшая из 1-й кавалерийской бригады и 4-й кавалерийской бригады. В декабре 1942 года 4-я кавалерийская бригада была передана 12-й армии, а из остатков Кавалерийской группы была сформирована 3-я танковая дивизия.
Во время всей японо-китайской войны благодаря советско-японскому пакту о нейтралитете Внутренняя Монголия оставалась глубоким тылом, и потому Гарнизонная армия во Внутренней Монголии с её архаичной кавалерией в основном служила для подготовки Национальной армии Мэнцзяна. Эти войска оказались неготовыми противостоять советской армии в 1945 году. Официально Гарнизонная армия во Внутренней Монголии была расформирована 27 июля 1946 года, большинство её солдат и офицеров стали советскими военнопленными.

## Список командного состава

### Командующие
|   | Имя                             | С                | По               |
| - | ------------------------------- | ---------------- | ---------------- |
| 1 | Генерал Сигэру Хасунума         | 28 декабря 1937  | 31 августа 1939  |
| 2 | Фельдмаршал Хадзимэ Сугияма     | 31 августа 1939  | 12 сентября 1939 |
| 3 | Генерал Наодзабуро Окабэ        | 12 сентября 1939 | 29 сентября 1940 |
| 4 | Генерал Масатака Ямаваки        | 29 сентября 1940 | 20 января 1941   |
| 5 | Генерал Дзютаро Амакасу         | 20 января 1941   | 2 марта 1942     |
| 6 | Генерал-лейтенант Итиро Ситида  | 2 марта 1942     | 28 мая 1943      |
| 7 | Генерал-лейтенант Ёсио Коцуки   | 28 мая 1943      | 22 ноября 1944   |
| 8 | Генерал-лейтенант Хироси Нэмото | 22 ноября 1944   | 19 августа 1945  |

### Начальники штаба
|   | Имя                                | С               | По              |
| - | ---------------------------------- | --------------- | --------------- |
| 1 | Полковник Торадзо Исимото          | 28 декабря 1937 | 13 января 1939  |
| 2 | Генерал Синъити Танака             | 12 февраля 1939 | 1 августа 1940  |
| 3 | Генерал-лейтенант Мосукэ Такахаси  | 1 августа 1940  | 21 октября 1941 |
| 4 | Генерал-лейтенант Тоёдзиро Инамура | 21 октября 1941 | 1 декабря 1942  |
| 5 | Генерал-лейтенант Масао Яно        | 1 декабря 1942  | 26 октября 1944 |
| 6 | Генерал-майор Томэо Накагава       | 26 Октября 1944 | 19 Августа 1945 |